# Теорема Менелая
Теоре́ма Менела́я, или теорема о трансверсалях, или теорема о полном четырёхстороннике, — классическая теорема аффинной геометрии.

## Формулировка
Если точки {\displaystyle A',B'} и {\displaystyle C'} лежат соответственно на сторонах {\displaystyle BC,CA} и {\displaystyle AB} треугольника {\displaystyle \triangle ABC} или на их продолжениях, то они коллинеарны тогда и только тогда, когда
{\displaystyle {\frac {AB'}{B'C}}\cdot {\frac {CA'}{A'B}}\cdot {\frac {BC'}{C'A}}=-1.}
где {\displaystyle {\frac {AB'}{B'C}}}, {\displaystyle {\frac {CA'}{A'B}}} и {\displaystyle {\frac {BC'}{C'A}}} обозначают отношения направленных отрезков.
Проведем через точку {\displaystyle C} прямую, параллельную прямой {\displaystyle AB}, и обозначим через {\displaystyle K} точку пересечения этой прямой с прямой {\displaystyle A'C'}.
Поскольку треугольники {\displaystyle \triangle AC'B'} и {\displaystyle \triangle CKB'} подобны (по двум углам), то 
{\displaystyle {\frac {|AC'|}{|CK|}}={\frac {|B'A|}{|B'C|}}}.
Так как подобными являются также треугольники {\displaystyle \triangle BC'A'} и {\displaystyle \triangle CKA'}, тем самым 
{\displaystyle {\frac {|CK|}{|C'B|}}={\frac {|A'C|}{|BA'|}}}.
Исключая {\displaystyle CK}, получаем 
{\displaystyle {\frac {|AC'|}{|C'B|}}\cdot {\frac {|BA'|}{|A'C|}}\cdot {\frac {|CB'|}{|B'A|}}=1}.
Возможны два расположения точек {\displaystyle A',B'} и {\displaystyle C'}: либо две из них лежат на соответствующих сторонах треугольника, а третья — на продолжении, либо все три лежат на продолжениях соответствующих сторон.
Отсюда для отношений направленных отрезков имеем
{\displaystyle {\frac {AB'}{B'C}}\cdot {\frac {CA'}{A'B}}\cdot {\frac {BC'}{C'A}}=-1.}

### Замечания
- В частности, из теоремы следует соотношение для длин отрезков:
{\displaystyle {\frac {|AB'|}{|B'C|}}\cdot {\frac {|CA'|}{|A'B|}}\cdot {\frac {|BC'|}{|C'A|}}=1.}

## Вариации и обобщения
- Тригонометрический эквивалент:

{\displaystyle {\frac {\sin \angle BAA'}{\sin \angle A'AC}}\cdot {\frac {\sin \angle CBB'}{\sin \angle B'BA}}\cdot {\frac {\sin \angle ACC'}{\sin \angle C'CB}}=-1}, где все углы — ориентированные.
- В сферической геометрии теорема Менелая приобретает вид

{\displaystyle {\frac {\sin |AB'|}{\sin |B'C|}}\cdot {\frac {\sin |CA'|}{\sin |A'B|}}\cdot {\frac {\sin |BC'|}{\sin |C'A|}}=1.}
- В геометрии Лобачевского теорема Менелая приобретает вид

{\displaystyle {\frac {\operatorname {sh} |AB'|}{\operatorname {sh} |B'C|}}\cdot {\frac {\operatorname {sh} |CA'|}{\operatorname {sh} |A'B|}}\cdot {\frac {\operatorname {sh} |BC'|}{\operatorname {sh} |C'A|}}=1.}

## История
Эта теорема доказывается в третьей книге «Сферики» Менелая Александрийского (около 100 года нашей эры).
Менелай сначала доказывает теорему для плоского случая, а потом центральным проектированием переносит её на сферу.
Возможно, что плоский случай теоремы рассматривался ранее в несохранившихся «Поризмах» Евклида.
Сферическая теорема Менелая была основным средством, с помощью которого решались разнообразные прикладные задачи позднеантичной и средневековой астрономии и геодезии.
Ей посвящён ряд сочинений под названием «Книга о фигуре секущих», составленных такими математиками средневекового Востока, как Сабит ибн Корра, ан-Насави, ал-Магриби, ас-Сиджизи, ас-Салар, Джабир ибн Афлах, Насир ад-Дин ат-Туси.
Итальянский математик Джованни Чева в 1678 году предложил доказательство теоремы Менелая и родственной ей теоремы Чевы для плоского случая, основанное на рассмотрении центра тяжести системы из трёх точечных грузов.

## Применения
- Теорема Сальмона
- Многие теоремы проективной геометрии, например, теорема Паппа и теорема Дезарга, доказываются многократным применением теоремы Менелая.